# Botswana op de Olympische Zomerspelen 1984
Botswana nam deel aan de Olympische Zomerspelen 1984 in Los Angeles, Verenigde Staten. Het was de tweede olympische deelname van het land uit zuidelijk Afrika.

## Resultaten en deelnemers

### Atletiek
| Olympiër               | Discipline   | Resultaat | Prestatie              |
| ---------------------- | ------------ | --------- | ---------------------- |
| Kgosiemang Khumoyarano | 100m (m)     | 80e       | serie 4: 7e in 11,49   |
| Joe Ramotshabi         | 400m (m)     | 59e       | serie 5: 6e in 48,11   |
| Joe Ramotshabi         | 800m (m)     | 36e       | serie 1: 5e in 1.48,17 |
| Kgomotso Balotthanyi   | 1500m (m)    | 45e       | serie 2: 8e in 3.58,69 |
| Bigboy Matlapeng       | marathon (m) | DNF       | niet gefinisht         |
| Johnson Mbangiwa       | marathon (m) | 76e       | 2:48.12                |
| Wilson Theleso         | marathon (m) | 55e       | 2:29.20                |

### Zeilen
| Olympiër     | Discipline | Resultaat | Prestatie                           |
| ------------ | ---------- | --------- | ----------------------------------- |
| Derek Hudson | finn       | 27e       | 189 punten: (24-27-25-26-27-DNF-24) |

Algerije · Amerikaanse Maagdeneilanden · Andorra · Antigua en Barbuda · Argentinië · Australië · Bahama’s · Bahrein · Bangladesh · Barbados · België · Belize · Benin · Bermuda · Bhutan · Birma · Bolivia · Bondsrepubliek Duitsland · Botswana · Brazilië · Britse Maagdeneilanden · Canada · Centraal-Afrikaanse Republiek · Chili · China · Chinees Taipei · Colombia · Congo-Brazzaville · Costa Rica · Cyprus · Denemarken · Djibouti · Dominicaanse Republiek · Ecuador · Egypte · El Salvador · Equatoriaal-Guinea · Fiji · Filipijnen · Finland · Frankrijk · Gabon · Gambia · Ghana · Grenada · Griekenland · Groot-Brittannië · Guatemala · Guinee · Guyana · Haïti · Honduras · Hongkong · Ierland · IJsland · India · Indonesië · Irak · Israël · Italië · Ivoorkust · Jamaica · Japan · Joegoslavië · Jordanië · Kaaimaneilanden · Kameroen · Kenia · Koeweit · Lesotho · Libanon · Liberia · Liechtenstein · Luxemburg · Madagaskar · Malawi · Maleisië · Mali · Malta · Marokko · Mauritanië · Mauritius · Mexico · Monaco · Mozambique · Nederland · Nederlandse Antillen · Nepal · Nicaragua · Nieuw-Zeeland · Niger · Nigeria · Noord-Jemen · Noorwegen · Oeganda · Oman · Oostenrijk · Pakistan · Panama · Papoea-Nieuw-Guinea · Paraguay · Peru · Portugal · Puerto Rico · Qatar · Roemenië · Rwanda · Salomonseilanden · Samoa · San Marino · Saoedi-Arabië · Senegal · Seychellen · Sierra Leone · Singapore · Soedan · Somalië · Spanje · Sri Lanka · Suriname · Swaziland · Syrië · Tanzania · Thailand · Togo · Tonga · Trinidad en Tobago · Tsjaad · Tunesië · Turkije · Uruguay · Venezuela · Verenigde Arabische Emiraten · Verenigde Staten · Zaïre · Zambia · Zimbabwe · Zuid-Korea · Zweden · Zwitserland